# موبيلو بابا كيتا
موبيلو بابا كيتا (بالفرنسية: Mobello Baba Keita)‏ (ولد في 15 نوفمبر 1987) هو لاعب كرة قدم سنغالي من دون نادي حاليا. يجيد اللعب في خط الدفاع. عاش مع عائلته لفترة حتى انتقل إلى قطر وبدأ اللعب لفرق مثل العربي والخور.